# Kaštelansko polje
Kaštelansko polje, krško polje u Kaštelima.

## Zemljopisni položaj
Prema unutarnjosti mu među sjeverozapadne strane čini brdo Trećanica (602 m) i njegovi izdanci. Sjeverna je međa antiklinala - crta brda Opora (650 m) i Kozjaka (780 m). Preko Kliškoga prijevoja (360 m) antiklinala se nastavlja na masiv Mosora (1330 m). Prati pravac pružanja Dinarida sjeverozapad-jugoistok. Južnu među čini Kaštelanski zaljev. U prošlosti je to bilo suhozemlje. Danas je to potonula depresija između prije navedenih uzvisina na sjeveru i Splitskoga poluotoka i otoka Čiova na jugu. Rubni pojas između kopna i mora ima plićake s dosta žala, hridima i malešnim otocima.

## Geologija
Prevladavaju prevladavaju vapnenac i fliš. Vrhovi Kozjaka su vapnenačke grede koje su strmo iznad flišnih padina. Fliš se proteže najdalje do visine od 400 m. Flišne padine su blage, posebice ka moru. Prekrivene su obradivim plodnim tlima. Na crti doticaja fliša i vapnenca izbijaju izvori vode. Biljni pokrov odaje prijelaz s vapnenca na fliš. Goleti su vapnenačke površine, a na flišu je raslinje. Prije su tu bili bijelograb, hrast medunac i česmina, dok se je tisućljetnom kultivacijom biljni pokrov izmijenio. Poljodjelske kulture su na blažim brdskim padinama i primorskoj zaravni. Zbog širenja stambenih površina, opada udjel površina pod poljodjelskih kulturama.

## Klima
Mikroklima s lokalnim obilježjima u okviru semiaridne mediteranske klime pruža dobre uvjete ranog sazrijevanja zimskoga povrća i razvoj mediteranskih poljodjelskih kultura kao što su: vinova loza, maslina, smokve, bajame i dr.

## Promet
Glavna kaštelanska prometnica je stara kaštelanska cesta. Ostatak je Marmontove ceste za Split u velikom dijelu. koridorom te ceste još u starom vijeku prolazila je rimska cesta Tragurion — Salona. Izvan naselja prolazi Jadranska magistrala. Treća važna prometnica je željeznička pruga koja vodi iz Splita ka Zagrebu.

## Stanovništvo
Naseljeno od prapovijesti. 50.000. godina stari kameni artefakti nađeni su u Mujinoj pećini. Iz kasnijih prapovijesnih razdoblja ostale su gomile i gradine. Evolucija iz protourbane u urbanu fazu zbiva se na prijelazu 3. u 2. stoljeće prije Krista. U blizini starogrčki doseljenici iz Isse osnovali su naselje Tragurion te malo dalje Epetion. Međuprostor se kultivira te se uzgajaju poljodjelske kulture, odnosno tad je začetak vinogradarstva i maslinarstva, kako se je dugo mislilo (2010-ih otkrivene su autohtone sorte masline što kazuje da su ih Iliri poznavali prije Grka). Rimskim širenjem Salona preuzima vodeću ulogu. U rimsko doba, osobito za namjesnika Dolabelle, na početku 1. st. prije Krista, velika je gradnja mreže cesta. Iz tog vremena datira parcelizacija polja na pravilne parcele centurije. Urbani vlasnici u svoje ville rustice prenose gradske manire. U zapadnom dijelu car Klaudije (44. – 54. g. pr. Kr.) naselio je ratne veterane u Siculiju (vjerojatno Bijaći).
Nakon burnih seoba naroda na opustjeli se kraj trajno naseljavaju Hrvati. Ovdje primaju kršćanstvo i oblikuje se baš na ovom prostoru jezgra starohrvatske države. Plemenitaški hrvatski rodovi didići na padinama Kozjaka osnoval su sela Putalj, Lažane, Kruševik, Ostrog, Radun, Špiljan, Žestinj, Bijaći i ina te u njima i danas postojeće crkvice. Kasnija razdoblja obilježila su stalni sukobi Splita i Trogira za prevlast u Kaštelanskom polju. 1420. godine Mletačka Republika osvojila je Dalmaciju. Uskoro se nadvila osmanska opasnost. Unatoč dvjesta godina stalnih napada i pustošenja, Kaštela nikad nisu pala. Cijena je ipak plaćena. Brojna stara sela su napuštena, a plemstvo gradi utvrde uz obalu i na hridinama. Okolo njih su stambeni objekti za seljake iz napuštenih sela, a oko njih zidine. Tako je olakšana obrana stanovnika i posjeda posjeda splitske i trogirske vlastele. Dvadesetak utvrda nastalo je sedam mjesta i postupno se otad ocrtava današnji izgled Kaštela.

## Gospodarstvo
U prošlosti je to bilo vinogradarstvo, povrtlarstvo, voćarstvo i maslinarstvo. U 20. stoljeću kraj se industrijalizira, a poljodjelstvo se razvija i u plastenicima. Također se razvija rudarstvo, t.j. eksploatiranje tupine a u novije vrijeme i kamenolomi. Planira se otvoriti tri eksploatacijska polja arhitektonsko-građevinskog kamena na području Štafilića, zapadno od naselja Planog. To su eksploatacijska polja Vid, Vedro i Duboka draga, ukupne površine nešto veće od 17 hektara.